# Exorista sericans
Exorista sericans là một loài ruồi trong họ Tachinidae.